# Afro Fado
Afro Fado é o terceiro álbum de Slow J, sucedendo a You Are Forgiven.
Foi editado a 4 de novembro de 2023, lançado nas plataformas de streaming digital. Segundo a Bantumen, as notas de lançamento detalham que este disco “evoca a herança africana para criar rimas que não esquecem o passado”. Slow J explora os temas do amor, da superação e do amor próprio através de sonoridades africanas e é acompanhado na maior parte das faixas pela guitarra. O álbum conta com colaborações com Gson e Teresa Salgueiro, tendo sido produzido por GOIAS, dupla dos irmãos produtores António e Henrique Cabral.
Os singles de apresentação do álbum, que possui a certificação de platina, receberam também a certificação de platina: “Where U@” (dupla platina) e “Sem Ti” (tripla platina). "Tata" (que à data de março de 2025 possui a certificação de sêxtupla platina), o maior êxito do álbum - e de toda a carreira de Slow J -, serviu de tema de promoção de Afro Fado na rádio, estreando no número um no Top Português de Singles e permanecendo nessa posição durante um total de dez semanas não-consecutivas, entre o fim de 2023 e o início de 2024. "Fogo", outra faixa de Afro Fado, atingiu a dupla platina.
Afro Fado bateu o recorde de álbum português mais ouvido de sempre no Spotify no dia de lançamento, recorde esse que deteve durante três meses, antes de o mesmo passar a ser detido por Dillaz, com o álbum O Próprio.
Afro Fado foi considerado um dos melhores discos portugueses de 2023 para a crítica especializada, incluindo para a Antena 3 e para o jornal Público. No último trimestre de 2024, a plataforma de jornalismo musical Blitz convidou 170 pessoas ligadas, de uma forma ou de outra, ao meio da música a escolherem os 40 melhores álbuns da música portuguesa publicados entre 1984, ano da fundação da marca Blitz, e o final de 2023; Afro Fado foi um dos 40 classificados, tendo ficado 16.º lugar, sendo um dos dois álbuns lançados durante a década de 2020 a ficarem no top 40 (a par de 2 de Abril, d'A Garota Não, que ficou no 13.º posto). Foi também um dos seis álbuns lançados desde 2010 a conseguir esse feito. Na resenha feita por Rui Miguel Abreu na revista especial dedicada aos 40 anos da marca Blitz, pode ler-se o seguinte "O simbolismo da capa de Afro Fado (...) tem várias camadas de leituraː a capa mostra Eusébio a apertar a mão Amália Rodrigues, remete para duas referências de um Portugal de um outro tempo (....) Mas, lá dentro (...), Slow J propõe outros encontros, com Teresa Salgueiro e Gson, por exemplo, sublinhando de alguma forma que o seu "eu branco, eu preto" é consequência involuntária dessa história (ante)passada e que por isso mesmo tem o dever de criar um mundo novo, um futuro diferente"

## Desempenho nas tabelas musicais e certificações

### Contagens semanais
| Tabela Musical (2024)                      | Melhor Posição |
| ------------------------------------------ | -------------- |
| Portugal - álbuns - vendas & streams (AFP) | 1              |

### Contagens anuais
| Tabela Musical (2024)                      | Melhor Posição |
| ------------------------------------------ | -------------- |
| Portugal - álbuns - vendas & streams (AFP) | 2              |
| Portugal - álbuns - streams (AFP)          | 1              |
| Portugal - vinil (AFP)                     | 3              |

### Certificações
| Certificação (POR) | Platina |

### Prémios
| Ano  | Premiação                           | Categoria         | Resultado |
| ---- | ----------------------------------- | ----------------- | --------- |
| 2024 | PLAY - Prémios da Música Portuguesa | Melhor Álbum      | Indicado  |
| 2024 | PLAY - Prémios da Música Portuguesa | Prémio da Crítica | Venceu    |